# Biston cognataria
Biston cognataria là một loài bướm đêm trong họ Geometridae.